# Andrés Gómez Santos
Andrés Gómez Santos (Guayaquil, 1960. február 27. –) ecuadori hivatásos teniszező.
Legnagyobb eredménye az 1990-es Roland Garros megnyerése. Karrierje során összesen 21 egyéni és 33 páros ATP-tornán győzött. Párosban egy ideig világelső is volt, két Grand Slam-tornát is megnyert.

## Grand Slam-döntői

### Egyéni

#### Győzelmei (1)
| Év   | Helyszín      | Ellenfél a döntőben | Eredmény a döntőben |
| 1990 | Roland Garros | Andre Agassi        | 6–3, 2–6, 6–4, 6–4  |

### Páros

#### Győzelmei (2)
| Év   | Helyszín      | Partner              | Ellenfelei a döntőben           | Eredmény a döntőben     |
| 1986 | US Open       | Slobodan Živojinović | Joakim Nyström / Mats Wilander  | 4–6, 6–3, 6–3, 4–6, 6–3 |
| 1988 | Roland Garros | Emilio Sánchez       | John Fitzgerald / Anders Järryd | 6–3, 6–7, 6–4, 6–3      |